# Mark Crook
Mark Stanley Crook (29 tháng 6 năm 1903 – 1977) là một cầu thủ bóng đá người Anh. Là một outside right, ông thi đấu ở Football League cho Blackpool, Swindon Town, Wolves, và Luton Town.